# Koolhoven F.K.56
Il Koolhoven F.K.56 era un monomotore, monoplano, biposto, da addestramento basico sviluppato dall'azienda aeronautica olandese Koolhoven nella seconda metà degli anni trenta del XX secolo, e prodotto in piccola serie.

## Storia del progetto
All'inizio del 1937 il governo olandese emise un requisito per la fornitura di un moderno aereo da addestramento monoplano, con cui formare piloti, osservatori e mitraglieri. In risposta l'ingegnere Frederick Koolhoven, titolare della omonima azienda di costruzioni aeronautiche, progettò e realizzò un nuovo modello che fu designato F.K.56. Si trattava di un monoplano ad ala bassa a gabbiano, a carrello fisso, biposto ad abitacolo chiuso, equipaggiato con un motore radiale Wright Whirlwind R-975-E3 da 420 hp.
Per accelerarne al massimo lo sviluppo, l'ingegnere J. Weyer e il suo team modificarono la fusoliera del diciannovesimo F.K.51 di produzione, ricoprendo i due posti di pilotaggio con un tettuccio, installando un'ala a gabbiano, e carrello d'atterraggio fisso a sbalzo.
Immatricolato PH-ASB il 21 febbraio 1938, il prototipo andò in volo per la prima volta a Welshap, vicino ad Eindhoven, il 21 giugno nelle mani del capo collaudatore Thomas Coppers. Nell'autunno di quello stesso anno l'aereo venne presentato alla Luchtvaartafdeeling sul campo d'aviazione di Soesterberg, dove fu sottoposto a prove comparative con il Focke-Wulf Fw 56 Stösser, che diedero esito positivo tanto che, poco tempo dopo, fu emesso un primo ordine per la costruzione di 10 aerei.
Lo sviluppo continuò, e il secondo prototipo, che volò per la prima volta nel giugno 1939, fu completato molto diversamente. Il velivolo ricevette un'ala media dritta, un carrello retrattile, e un abitacolo solo parzialmente chiuso in quanto il mitragliere sedeva a cielo aperto.

## Descrizione tecnica
Aereo da addestramento, monoplano, monomotore, biposto, di costruzione mista in legno e metallo. La configurazione alare prevedeva un'ala dritta posta in posizione mediana sulla fusoliera L'impennaggio di coda era del tipo classico monoderiva, dotato di piani orizzontali non controventati.
Il carrello d'atterraggio era un triciclo classico, completamente retrattile, ed integrato posteriormente da un ruotino d'atterraggio sterzabile.
L'aereo era biposto a doppi comandi dotato di una cabina di pilotaggio parzialmente chiusa, e posti in tandem, destinati all'allievo pilota e all'istruttore.
La propulsione era affidata ad un motore radiale Armstrong Siddeley Cheetah X, a 7 cilindri  raffreddati ad aria, erogante la potenza di 375 hp (280 kW), ed azionante un'elica bipala.

## Impiego operativo
La Luchtvaartafdeeling emise un ordine per la costruzione di 20 esemplari sulla base del terzo prototipo, sviluppato sotto la direzione dell'ingegnere Erich Schatzki, e dotato anch'esso di ala dritta, doppi comandi e carrello di atterraggio ulteriormente modificato, reso completamente retrattile all'interno dell'ala. Nel maggio 1940 la LVA aveva ricevuto 10 dei 20 esemplari ordinati, che erano stati assegnati alla Scuola di volo all'aeroporto "De Vlijt" sull'isola di Texel che tuttavia non svolsero alcuna attività di volo durante l'invasione tedesca dei Paesi Bassi.

### Belgio
Nel 1938 la Koolhoven ricevette un ordine per 20 F.K.56 dall'Aéronautique Militaire del Belgio, destinati ad equipaggiare l'École de Pilotage Avancé. Tali velivoli dovevano essere equipaggiati con i radiali Armstrong Siddeley Cheetah X da 500 CV. Sorsero subito seri problemi per la consegna dei propulsori inglesi, e i primi sette velivoli furono consegnati poco prima dell'inizio dell'attacco tedesco ad ovest, del maggio 1940. Questi aerei non svolsero alcuna attività bellica, e i rimanenti 13 non vennero mai completati, in quanto un bombardamento distrusse la fabbrica Koolhoven di Waalhaven nei primi giorni di guerra.

## Utilizzatori
Belgio
- Aéronautique Militaire

 Paesi Bassi
- Luchtvaartafdeeling

### Annotazioni
1. ↑  Comprensivi del primo e del terzo prototipo, che erano stati portati allo standard di serie, si trattava degli esemplari s/n da 81 a 90 (c/ n 5603 a 5612).

### Fonti
1. 1 2 3 4 5 6 7  The Illustrated Encyclopedia of Aircraft (Part Work 1982-1985) 1985, p. 2272.
2. 1 2 3  Уголок неба.
3. 1 2 3 4 5 6 7 8 9 10 11 12 13  Den Ouden.
4. 1 2  Noppen 2016, p. 199.
5. 1 2 3 4 5  1000aircraftphotos.
6. 1 2 3  Enzo Angelucci, Paolo Matricardi, Complete Book of World War II Combat Aircraft, MacMillan Publishing Co. Inc.,  New York, 1988.